# Marquinhos (calciatore 2003)
Marquinhos, pseudonimo di Marcos Vinícius Oliveira Alencar (San Paolo, 7 aprile 2003), è un calciatore brasiliano, attaccante del Cruzeiro.

## Caratteristiche tecniche
È una seconda punta che può giocare anche come ala.

## Carriera

### Club

#### San Paolo
Cresciuto nel settore giovanile del San Paolo, Marquinhos debutta con la prima squadra l'11 luglio 2021, entrando al 78º minuto del match di Série A, vinto per 1-0 contro il Bahia.

#### Arsenal e prestiti
Il 10 giugno 2022, Marquinhos firma un contratto pluriennale con l'Arsenal. Dopo l'annuncio della firma per i Gunners, il Wolverhampton ha valutato la possibilità di intraprendere un'azione legale sia contro Marquinhos che contro il San Paolo, in quanto Marquinhos avrebbe firmato un pre-contratto con loro prima di passare all'Arsenal.
L'8 settembre, Marquinhos debutta con la maglia dell'Arsenal nella partita di UEFA Europa League, vinta per 2-1 contro lo Zürich, segnando il suo primo gol oltre ad offrire l'assist per il gol vittoria.
Il 31 gennaio 2023, Marquinhos viene mandato in prestito al Norwich City, squadra di Championship, per tutto il resto della stagione 2022-2023.
Tornato dal prestito, il 12 agosto 2023 viene ceduto a titolo temporaneo al Nantes, decidendo di indossare la maglia numero 10 rimasta libera dopo la cessione di Ludovic Blas. Il giorno dopo compie il proprio debutto con i canarini, in occasione della prima giornata di campionato contro il Tolosa, persa per 1-2.
L'esperienza in Francia si rivela al di sotto delle aspettative e il 12 gennaio 2024 conclude, anticipatamente, la propria esperienza con i gialloverdi, facendo ritorno all'Arsenal.
Poco più di un mese dopo, il 15 febbraio, fa ritorno in patria a titolo temporaneo, venendo a acquistato dal Fluminense.
Due giorni dopo il suo arrivo debutta con la nuova maglia nel campionato Carioca, subentrando a Douglas Costa nel secondo tempo della vittoria esterna per 0-1 contro il Madureira.
Nelle settimane successive, invece, dapprima vince da comprimario la Recopa Sudamericana contro l'LDU Quito e poi debutta, segnando anche una rete, in Coppa Libertadores contro l'Alianza Lima.

### Nazionale
Il 6 maggio 2023 il selezionatore Ramon Menezes lo convoca nella nazionale Under-20 al  posto di Pedrinho, per partecipante al Mondiale di categoria in Argentina.

## Statistiche

### Presenze e reti nei club
Statistiche aggiornate al 12 aprile 2024.
| Stagione         | Squadra          | Campionato       | Campionato | Campionato | Coppe nazionali | Coppe nazionali | Coppe nazionali | Coppe continentali | Coppe continentali | Coppe continentali | Altre coppe | Altre coppe | Altre coppe | Totale | Totale | Totale |
| Stagione         | Squadra          | Comp             | Pres       | Reti       | Comp            | Pres            | Reti            | Comp               | Pres               | Reti               | Comp        | Pres        | Reti        | Pres   | Reti   |        |
| ---------------- | ---------------- | ---------------- | ---------- | ---------- | --------------- | --------------- | --------------- | ------------------ | ------------------ | ------------------ | ----------- | ----------- | ----------- | ------ | ------ | ------ |
| 2021             | San Paolo        | A1/SP+A          | 0+21       | 0          | CB              | 1               | 0               | CL                 | 2                  | 1                  |             | -           | -           | 24     | 1      |        |
| 2022             | San Paolo        | A1/SP+A          | 11+1       | 2+0        | CB              | 3               | 0               | CL                 | 3                  | 1                  |             | -           | -           | 18     | 3      |        |
| Totale San Paolo | Totale San Paolo | Totale San Paolo | 11+22      | 2+0        |                 | 4               | 0               |                    | 5                  | 2                  |             | -           | -           | 42     | 4      |        |
| 2022-gen. 2023   | Arsenal          | PL               | 1          | 0          | FACup+CdL       | 1+1             | 0+0             | UEL                | 3                  | 1                  |             | -           | -           | 6      | 1      |        |
| gen.-giu. 2023   | Norwich City     | FLC              | 11         | 1          | FACup+CdL       | 0+0             | 0+0             |                    | -                  | -                  |             | -           | -           | 11     | 1      |        |
| 2023-gen. 2024   | Nantes           | L1               | 7          | 0          | CF              | 0               | 0               | -                  | -                  | -                  | -           | -           | -           | 7      | 0      |        |
| feb.-dic. 2024   | Fluminense       | A1/RJ+A          | 3+0        | 0+0        | CB              | -               | -               | CL                 | 2                  | 2                  | RS          | 0           | 0           | 5      | 2      |        |
| Totale carriera  | Totale carriera  | Totale carriera  | 55         | 3          |                 | 6               | 0               |                    | 10                 | 5                  |             | -           | -           | 71     | 8      |        |

## Palmarès

### Club

#### Competizioni internazionali
- Recopa Sudamericana: 1

Fluminense: 2024

### Nazionale
- Giochi panamericani: 1

2023